# Natsumi Hara
Natsumi Hara (原 奈津美, Hara Natsumi), née le 18 août 1988, est une joueuse internationale de football japonaise.

## Biographie
Le 29 mars 2005, elle fait ses débuts dans l'équipe nationale japonaise contre l'Australie.

## Statistiques
Le tableau ci-dessous présente les statistiques de Natsumi Hara en équipe nationale
| Équipe du Japon | Équipe du Japon | Équipe du Japon |
| Année           | Matchs          | Buts            |
| --------------- | --------------- | --------------- |
| 2005            | 1               | 0               |
| Total           | 1               | 0               |